# Кривецкий, Михаил Иеремеевич
Кривецкий, Михаил Иеремеевич (укр. Кривецький Михайло Єремійович; 12 октября 1869 — после 27 августа 1929, Кламар, Франция) — украинский общественный и государственный деятель. По образованию — экономист.

## Происхождение
М. И. Кривецкий происходил из старинного, восходящего к 1721 году, рода потомственных дворян Кривецких, внесённых 05.03.1862 года в первую часть дворянской родословной книги Подольской губернии. Определением Правительствующего Сената от 29.10.1898 года к этому роду был сопричислен и М. И. Кривецкий.

## Общественно-политическая деятельность
До Февральской революции 1917 года работал в Министерстве финансов в Петрограде, затем переехал в Киев. М. И. Кривецкий был одним из видных деятелей Украинской партии социалистов-самостийников (УПСС). После создания в марте 1917 года Украинской Центральной Рады был назначен советником генерального секретаря (министра) финансов, затем — директором департамента Государственного казначейства, а 18.12.1917 года — директором Государственного Банка Украинской народной республики (УНР). 09.03.1918 года Совет Министров УНР уволил его с этого поста. В период гетманства Скоропадского отошёл от государственных дел. После прихода в декабре 1918 года к власти Директории УНР и введения новых украинских денег в обороте появилась изготовленная ещё в начале 1918 года банкнота номиналом 100 карбованцев с подписью М. И. Кривецкого.
В период 13.02.1919-09.04.1919 — исполняющий обязанности министра финансов УНР в правительстве С. С. Остапенко (фактически к исполнения обязанностей не приступил). После отступления войск УНР перебрался в Галицию, где вновь был назначен управляющим министерством финансов, а в апреле 1920 года — министром. После создания в мае 1920 года нового Совета министров УНР из представителей левых партий, окончательно отошёл от политики и эмигрировал в Австрию. В эмиграции жил в Вене, а затем перебрался во Францию, где и умер.